# 八代日記
八代日記（やつしろにっき）は、文明16年（1484年）から永禄9年（1566年）5月までの球磨相良氏の歴史を、日記風に記録したものである。
成立年代は不明、著者も不明であるが、史学者の勝俣鎮夫は、家臣としての個人的記事が多く、的場内蔵助宛ての書状が記されている事から、的場内蔵助による作ではないかとしている。
史料編纂所が底本にした本は写しで、『八代日記 乾』と『八代日記 坤』の二冊に分けられており、元号及び干支の間違いや、永禄2年（1559年）に起こった「獺野原の戦い」の記事があるべきところが空欄になっているなどしている。またこれの異本も存在する。
原本は長らく所在不明となっていたが、2005年に慶応義塾大学にて発見された（原本の原題は『当家日記』）。